# Sergio Melillo
Sergio Melillo (ur. 16 listopada 1955 w Avellino) – włoski duchowny katolicki, biskup Ariano Irpino-Lacedonia od 2015.

## Życiorys
Święcenia kapłańskie otrzymał 9 września 1989 i inkardynowany został do diecezji Avellino. Po kilkuletnim stażu duszpasterskim w kilku parafiach diecezji został wikariuszem przy katedrze, a w 2013 objął funkcję jej proboszcza. Był jednocześnie m.in. wicedyrektorem diecezjalnej Caritas, wykładowcą w instytucie w Avellino oraz kanclerzem kurii i wikariuszem generalnym diecezji.
23 maja 2015 papież Franciszek mianował go ordynariuszem diecezji Ariano Irpino-Lacedonia. Sakry udzielił mu 31 lipca 2015 biskup Francesco Marino.